# Pseudobithynia ambrakis
Pseudobithynia ambrakis is een slakkensoort uit de familie van de Bithyniidae. De wetenschappelijke naam van de soort is voor het eerst geldig gepubliceerd in 2010 door Gloer, Falniowski & Pesic.